# Lorin Sawyer
Pour les articles homonymes, voir Sawyer.
Lorin Sawyer, né le 26 février 1992, est un coureur cycliste bahaméen. Il est devenu champion national à de multiples reprises. 

## Palmarès et résultats

### Palmarès par année
- 2018
  -  Champion des Bahamas du contre-la-montre
- 2019
  -  Champion des Bahamas du contre-la-montre
  - 2e du championnat des Bahamas sur route
- 2021
  -  Champion des Bahamas sur route[1]
  -  Champion des Bahamas du contre-la-montre
- 2022
  -  Champion des Bahamas du contre-la-montre[2]
  - 2e du championnat des Bahamas sur route

### Classements mondiaux
| Année            | 2019 |
| ---------------- | ---- |
| UCI America Tour | 185e |